# Selenicereus
Selenicereus, em português selenicéreo é um gênero botânico da família cactaceae.
O seu nome deriva de duas palavras gregas: Σελήνη (Selene), a deusa grega da Lua; e κηρός, que significa cera ou vela, numa referência à sua floração noturna.

## Sinonímia
- Cryptocereus Alexander
- Deamia Britton & Rose
- Marniera Backeb.
- Mediocactus Britton & Rose
- Strophocactus Britton & Rose
- Strophocereus Fric & Kreuz.

## Espécies
Selenicereus anthonyanus

Selenicereus chrysocardium

Selenicereus inermis

Selenicereus rubineus

Selenicereus tricae

Selenicereus megalanthus (pitaia amarela) 

Selenicereus wittii
- etc.